# Пекя
Пекя (рум. Pechea) — село у повіті Галац в Румунії. Адміністративний центр комуни Пекя.
Село розташоване на відстані 187 км на північний схід від Бухареста, 28 км на північний захід від Галаца.

## Населення
За даними перепису населення 2002 року у селі проживали 11 377 осіб. Рідною мовою 11376 осіб (> 99,9%) назвали румунську.
Національний склад населення села:
| Національність | Кількість осіб | Відсоток |
| -------------- | -------------- | -------- |
| румуни         | 11370          | 99,9%    |